# Cebrones del Río
Cebrones del Río é um município da Espanha na província de León, comunidade autónoma de Castela e Leão, de área  km² com população de 606 habitantes (2007) e densidade populacional de 29,76 hab/km².

## Demografia
| Variação demográfica do município entre 1991 e 2004 | Variação demográfica do município entre 1991 e 2004 | Variação demográfica do município entre 1991 e 2004 | Variação demográfica do município entre 1991 e 2004 |
| --------------------------------------------------- | --------------------------------------------------- | --------------------------------------------------- | --------------------------------------------------- |
| 1991                                                | 1996                                                | 2001                                                | 2004                                                |
| 830                                                 | 754                                                 | 680                                                 | 642                                                 |